# Ermenegildo Gasperoni
Ermenegildo Gasperoni (4 agosto 1906 – 26 giugno 1994) è stato un politico e partigiano sammarinese.
Ha servito come segretario generale e, successivamente, presidente del Partito Comunista Sammarinese.
Fu inoltre Capitano reggente di San Marino dall'ottobre 1978 all'aprile 1979.

## Biografia

### Origini
Gasperoni, nato il 4 agosto 1906, era figlio di un artigiano sammarinese. In gioventù, lasciò il paese nel 1924. Si unì al Partito Comunista Francese nel 1926, quindi fu un attivista del Partito Comunista del Lussemburgo tra il 1930 e il 1936. Si unì alle Brigate internazionali durante la guerra civile spagnola, in qualità di commissario politico del battaglione Garibaldi nella dodicesima brigata internazionale. In seguito si è spostato per servire come commissario politico del centro internazionale per il reclutamento e la formazione dei volontari.

### Seconda guerra mondiale e immediato dopoguerra
Ritornò in patria nel 1940, iniziando a lavorare per la fondazione del Partito Comunista Sammarinese. Il Partito Comunista Italiano aveva organizzato una filiale locale a San Marino nel 1921, ma il Paese non aveva un partito comunista proprio. Il 7 luglio 1941 fu fondato il Partito Comunista Sammarinese sotto la guida di Gasperoni. Dal 1949 era ministro dei trasporti nel governo della coalizione comunista-socialista. Oltre alle sue fatiche politiche, in quel momento lavorava come meccanico in Borgo Maggiore.

### Ruolo politico durante la guerra fredda
Gasperoni ha rappresentato il Partito Comunista Sammarinese in diversi eventi internazionali, come l'incontro internazionale del 1969 dei partiti comunisti e dei lavoratori a Mosca e la Conferenza del 1976 dei partiti comunisti e dei lavoratori d'Europa a Berlino. In entrambi questi eventi Gasperoni espresse critiche contro le politiche del Partito Comunista dell'Unione Sovietica.
Nel 1978, Gasperoni fu eletto per un periodo di sei mesi come uno dei due Capitani Reggenti (cioè, co-capi di Stato di San Marino), insieme al socialista Adriano Reffi. Con Gasperoni San Marino ebbe per la prima volta un capo di Stato comunista in due decenni.
Durante una visita in Unione Sovietica nel gennaio 1983, Gasperoni e il segretario generale del Partito Comunista Sammarinese Umberto Barulli furono decorati con l'Ordine dell'Amicizia tra i popoli durante una cerimonia al Cremlino. A partire dagli anni '80, Gasperoni era stato nominato presidente onorario del Partito Comunista Sammarinese.
Morì il 26 giugno 1994.